# Flora (bok)
En flora är en bok om de växter som förekommer inom ett visst område. Oftast innehåller den beskrivningar av arterna, bestämningsnycklar, bilder, ibland utbredningskartor och ibland uppgifter om sådant som förekomst, ekologi, fenologi, och hur vanliga växten är. Ibland finns även kulturhistorisk information, användningar m.m.

## Ordets ursprung
Ordet ”flora” är ursprungligen namnet på den romerska vår- och blomstergudinnan Flora. Ordet har använts för att beteckna en bok om växter åtminstone sedan 1600-talet. Den första kända användningen i denna betydelse är Flora seu De florum cultura av G. B. Ferrari, publicerad i Rom 1633, en bok om trädgårdsodling.

## Historiska floror

### Antika floror
Det kanske första floraliknande verket var Historia Plantarum av Theofrastos, en lärjunge till Aristoteles, kallad botanikens grundare. Verket skrevs 350-287 f.Kr och omfattade 10 band, varav 9 är bevarade. Det innehåller förutom beskrivningar av växterna inklusive deras användning även ett försök till klassifikation.
Ett annat mycket känt verk från antiken är författat av Dioscorides under första århundradet e.Kr., cirka 50-70 e.Kr. Det innehåller noggranna beskrivningar av cirka 600 växter med medicinsk användning. Verket kallas i latinsk översättning Materia Medica och användes ända in i nyare tid.

### Förlinneanska floror
Under renässansen ökade intresset för botanik starkt. Tidiga floror utgavs av Otto Brunfels och Leonhart Fuchs. Brunfels utgav Herbarum vivae eicones (3 delar, 1530-1536) och Contrafayt Kräuterbuch (två delar, 1532–1537). Fuchs utgav De Historia Stirpium Commentarii Insignes, tryckt i Basel 1542. Den innehåller cirka 500 planscher, tryckta som träsnitt.
Idén att lista samtliga växtarter i ett visst område tillämpades första gången av Caspar Bauhin, professor i anatomi och botanik vid universitetet i Basel, i hans arbete Catalogus plantarum circa Basileam sponte nascentium, publicerat 1622. I tidigare floror spelade växtgeografin en underordnad roll.
Ett tidigt verk om den danska floran, Flora Danica d. e. Dansk Vrtebog, publicerades 1648 av S. Paulli. Flora Danica omarbetades sedan 1761-1883 på initiativ av G. C. Oeder och med stöd av kungahuset. Det slutliga verket innehåller 51 delar och 3240 utsökta planscher.
Ett viktigt framsteg skedde med arbetena av John Ray i England, som utgav sin stora Historia plantarum species i tre band 1686, 1686 och 1704. Han hade tidigare utgivit en noggrann flora över trakten kring Cambridge 1660. Historia plantarum species upptar cirka 7 000 europeiska arter. Ray arbetade med olika metoder för klassifikation av växterna och diskuterade även artbegreppet. Han förebådade därigenom Linnés arbeten.

### Linné
Med Linné fick flororna en ny form. Den första moderna floran var Species plantarum från 1753, startpunkten för den moderna vetenskapliga namngivningen. En tidig flora av Linné är Flora Suecica, utgiven 1745.

### Postlinneanska floror
Efter Linné fick hans arbetsmetod ett uppsving och många grupper bearbetades, t.ex. svamparna av E. Fries och algerna av C. A. Agardh. Många floror gavs ut under 1800-talet. Dessa hade bestämningsnycklar baserade på Linnés sexualsystem och tillämpade Linnés nomenklatur. De saknade oftast bilder.
Exempel på sådana floror är Hartmans och Kindbergs floror från 1846 respektive 1877, samt de första upplagorna av Krok-Almquists flora.
Den kanske mest använda av alla svenska floror, Krok-Almquists Svensk flora, utgavs första gången 1883 av T. O. B. N. Krok och S. Almquist under namnet Svensk flora för skolor. I. Fanerogamer. Den har senare utkommit i många upplagor, senast upplaga 29 (2013). Fr.o.m. upplaga 26 är den omarbetad av Bengt och Lena Jonsell.
En annan känd svensk flora är Björn Ursings Svenska växter från 1940-talet, som omfattar även kryptogamer. Texten är nu något föråldrad, men bilderna (kärlväxter) har getts ut i nya upplagor, senast 2013.

### Tidiga bildfloror
Redan tidigt började man ge ut bildfloror med handkolorerade bilder. Sedan färglitografin uppfunnits på 1830-talet utgavs många praktfulla böcker med litograferade färgplanscher.
Ett tidigt exempel är A curious herbal /…/ av Elizabeth Blackwell, utgiven 1737–1739. Den innehåller omkring 500 handkolorerade kopparstick av växter från Europa och Nya världen med inriktning på medicinalväxter.
Ett annat exempel är Deutschlands Flora in Abbildungen nach der Natur mit Beschreibungen (1796-) av Johann Georg Sturm (författare) och Jacob Sturm (illustratör). Verket innehåller 2472 planscher. En ny upplaga gavs ut 1900-1907 av det tyska lärarförbundet.
Den första svenska bildfloran utgavs av J. W. Palmstruch. Bokverket heter Svensk botanik, utgavs 1802-1843 och innehåller 774 handkolorerade kopparstick.
En känd svensk bildflora är C. A. M. Lindmans Bilder ur Nordens Flora (1901-1905, ny upplaga 1917). Första upplagan är baserad på Palmstruchs flora. Flera nya upplagor har utkommit, senast på 1990-talet. Den innehåller 663 detaljerade färgplanscher.

## Landskapsfloror och regionala floror
Under 1800-talet och början av 1900-talet, då grundlig botanikundervisning gavs i skolorna och botanikintresset var stort, utgavs stora mängder sockenfloror och andra regionala floror och en del landskapsfloror.
Från 1970-talet har ett antal stora landskapsinventeringar på ideell bas ägt rum, vilka har resulterat i att det nu finns moderna landskapsfloror för nästan alla landskap. Dessa innehåller noggranna uppgifter om arternas utbredning i landskapet, vilket är värdefullt för framtida studier av florans förändring.
Det finns även floror för så stora områden som en kontinent, t.ex. Flora Europaea, utgiven i fem band 1964 – 1993. Den påbörjade Flora Nordica täcker alla de nordiska länderna.
Andra floror har rent växtgeografiskt syfte. Ett exempel är E. Hulténs Atlas över växternas utbredning i Norden: fanerogamer och ormbunksväxter (1950, ny omarbetad upplaga 1971). Kartorna från detta verk finns numera integrerade i Virtuella Floran.

## Floror över nyttoväxter
Många floror, från Dioscorides till nutid, handlar om olika slags nyttoväxter. Tidigare har medicinalväxter spelat en mycket stor roll.
Ett omfattande verk om medicinalväxter är Köhler’s Medizinal-Pflanzen, utgivet 1887-1898 av H. A. Köhler och G. Pabst. Verket består av tre volymer och innehåller förutom mycket omfattande text inklusive växternas kemiska och farmakologiska egenskaper även omkring 280 färgplanscher med medicinalväxter från alla världsdelar, tryckta med färglitografi.

## Nutida floror
Det finns numera ett stort utbud av floror.
Några välkända och mycket använda svenska floror är Mossberg-Stenbergs fint illustrerade Den nya nordiska floran och Krok-Almquists klassiska Svensk flora.
Många nutida mer populära floror är bildfloror. De innehåller bara bilder, antingen tecknade eller foton, samt beskrivningar, men inga bestämningsnycklar. Det utges många fotofloror.

## Digitala resurser
Virtuella floran var en onlinetjänst, publicerad av Naturhistoriska riksmuseet och innehållande artbeskrivningar, bilder, bestämningsnycklar och utbredningskartor för alla svenska kärlväxter. Den stängdes hösten 2021.
Det finns numera ett utbud av bestämningshjälpmedel för växter i form av appar för mobiltelefoner och datorer. Dessa baseras oftast på en serie av val, alltså samma princip som bestämningsnycklar. Ett exempel är Digiflora.se.
Artdatabanken vid SLU har börjat lansera interaktiva illustrerade nycklar. Hittills finns bara två botaniska nycklar, som både gäller några mindre grupper av bladmossor.
En lista över digitala floror för ett stort antal länder finns på engelska Wikipedia.

## Galleri

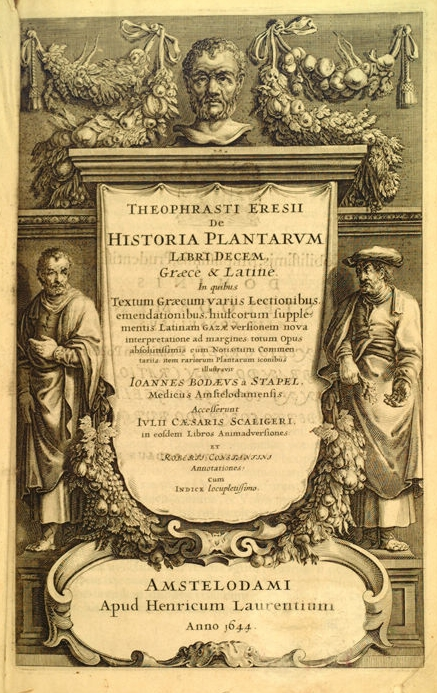
Omslaget till en 1600-talsutgåva av Theofrastos' Historia plantarum, skriven på 300-talet f.Kr. (Amsterdam 1644).
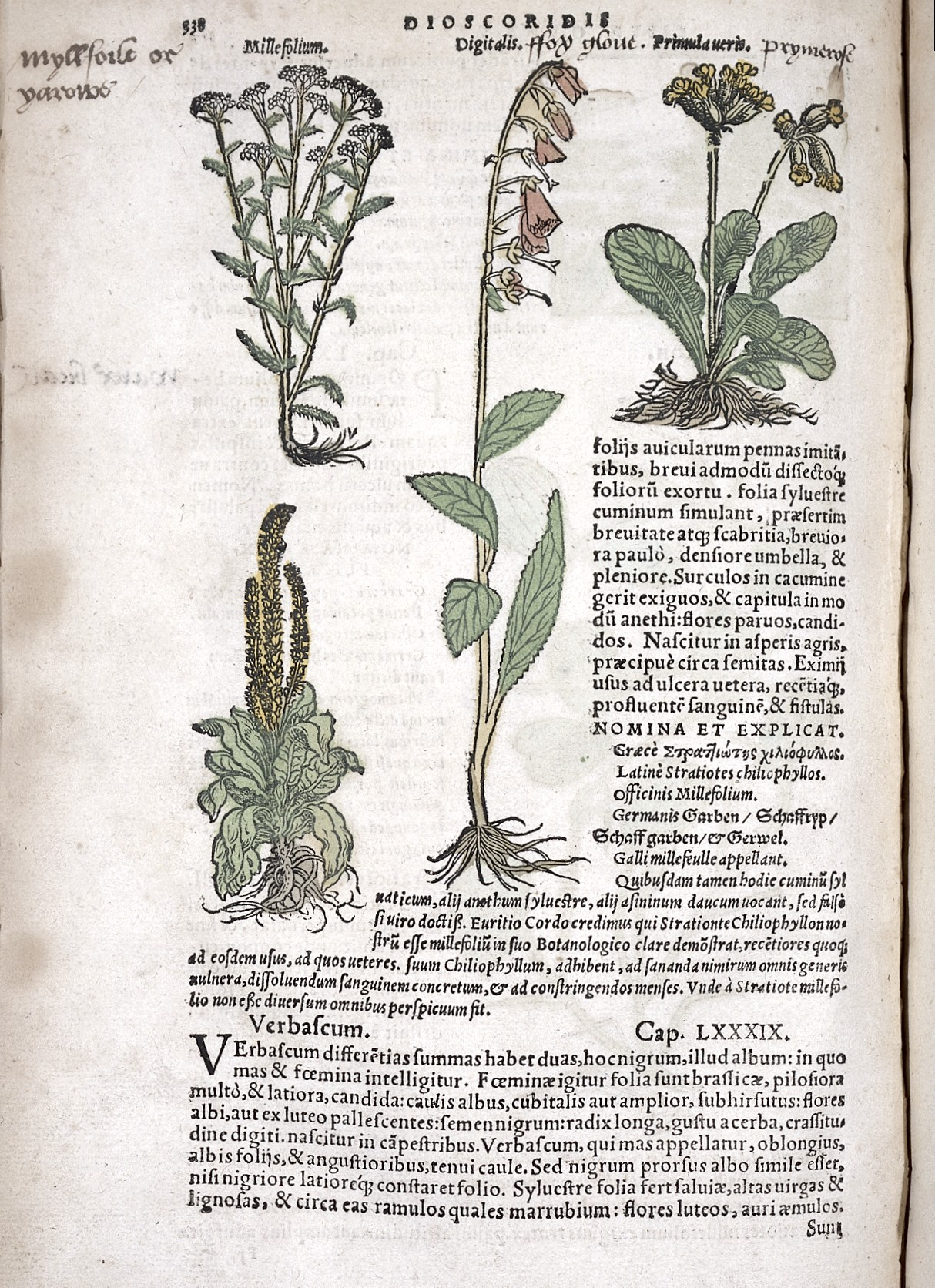
Sida från Dioscorides De materia medica (50-70 e.Kr.), okänd utgåva. Övre raden: rölleka, fingerborgsblomma och gullviva.
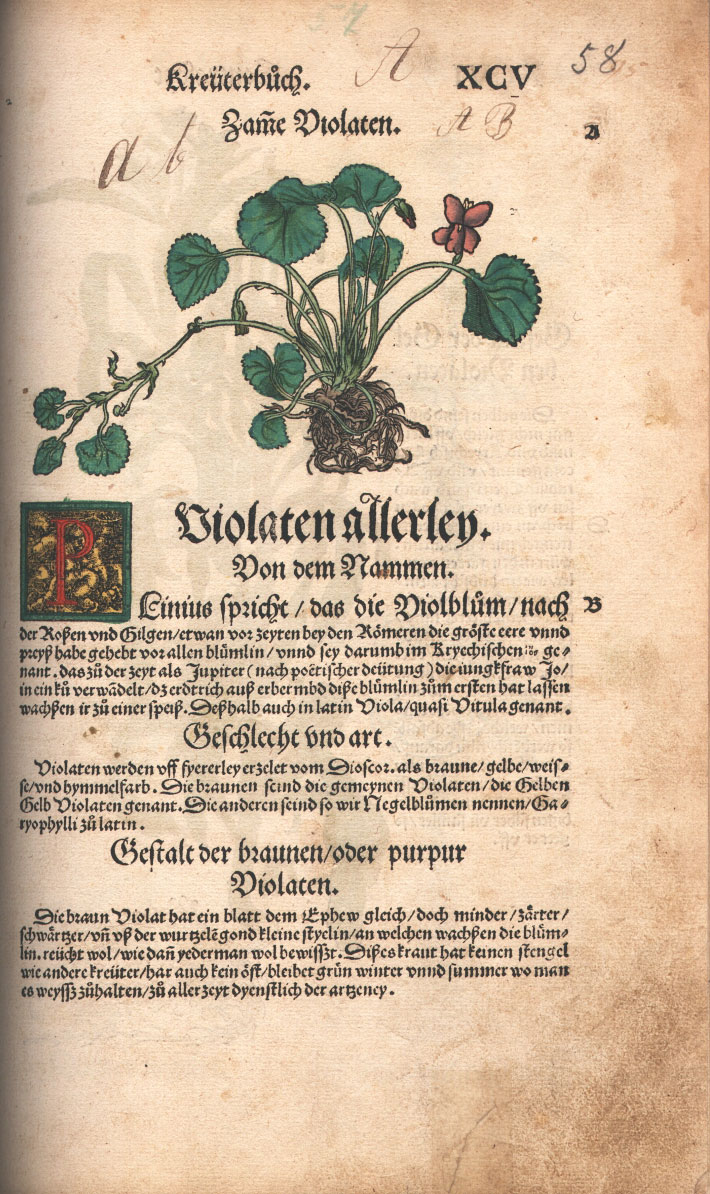
En viol från Brunfels’ Contrafayt Kreüterbuch (1532-1537).
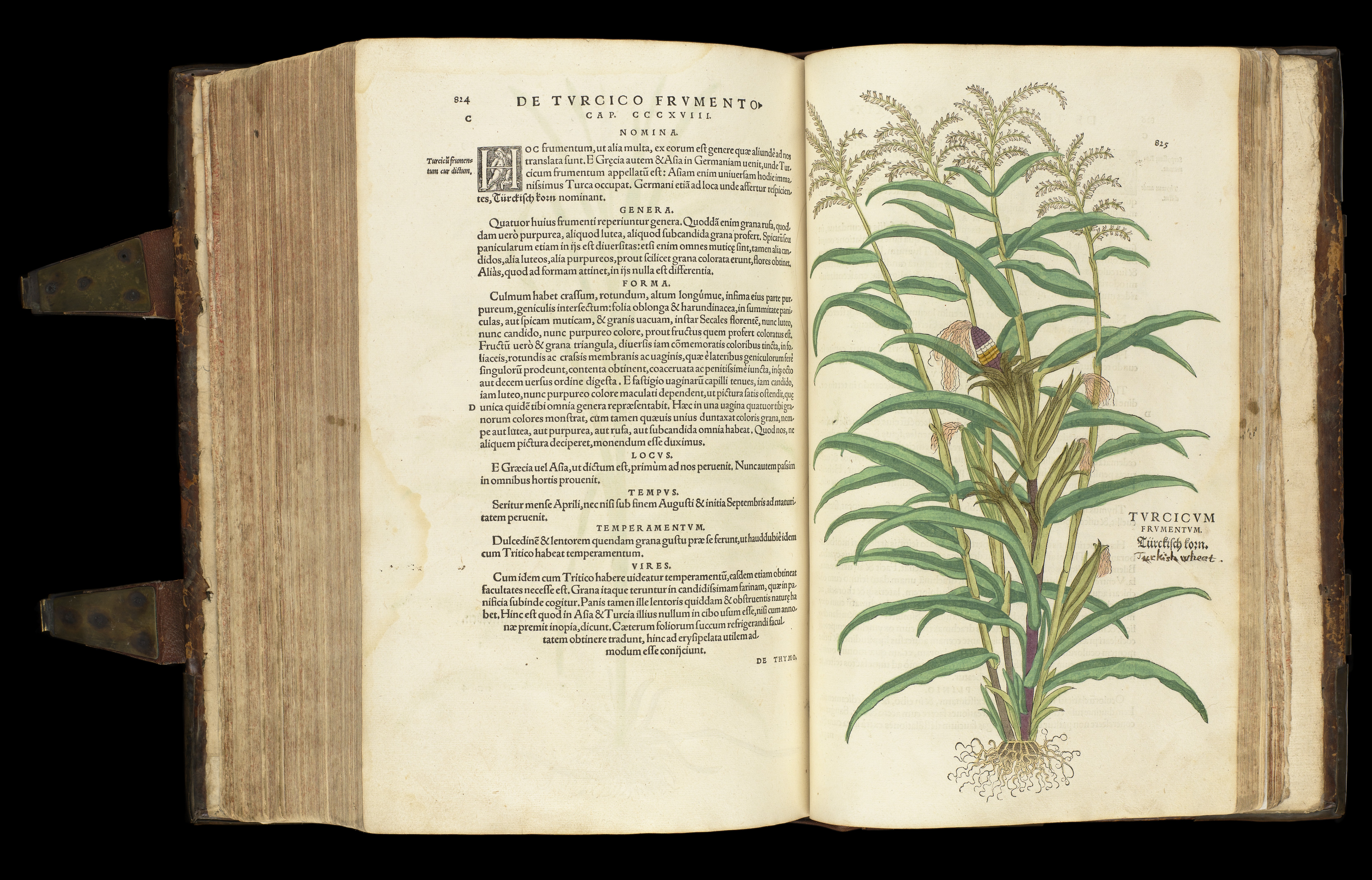
Majs i Fuchs’ De historia stirpivm /…/ (1542).
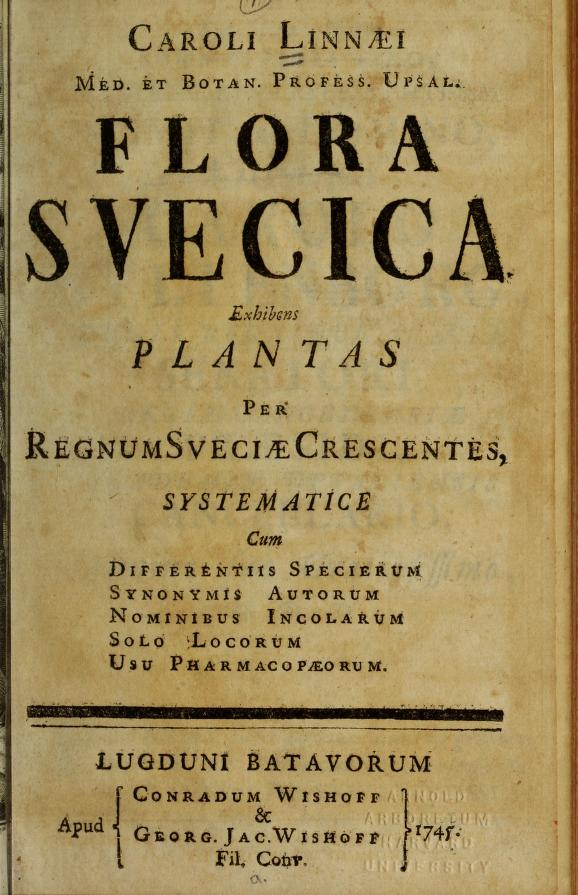
Omslaget till Linnés Flora suecica (1745).
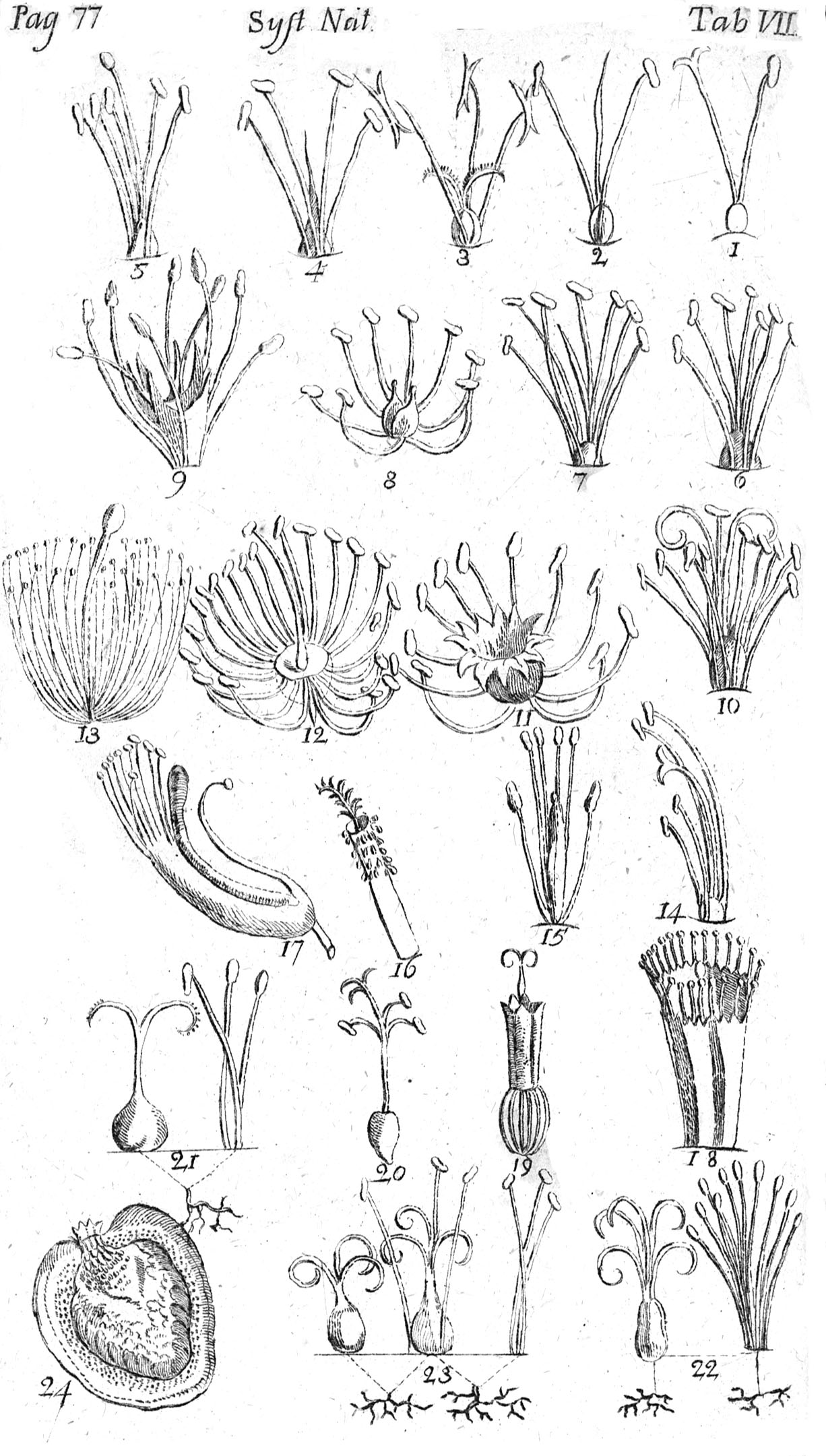
Från Linnés Systema naturae, 6:e upplagan (1748), ståndartyper.
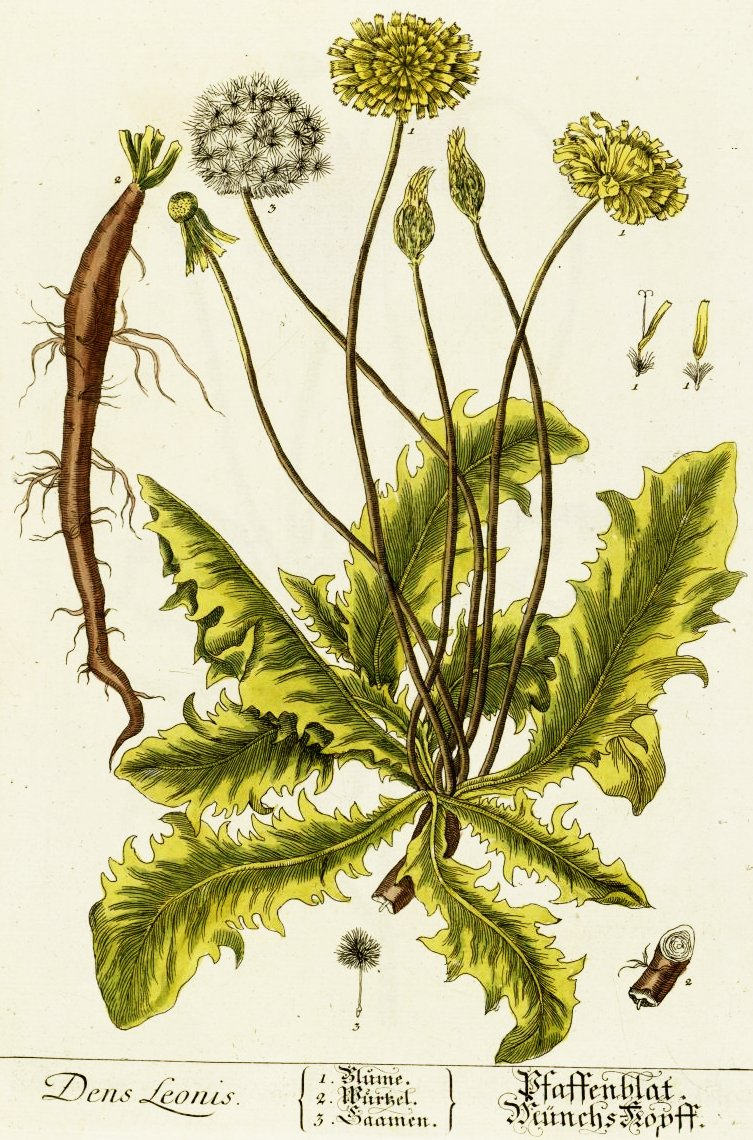
Maskros från E. Blackwells A curious herbal /…/ (1757).
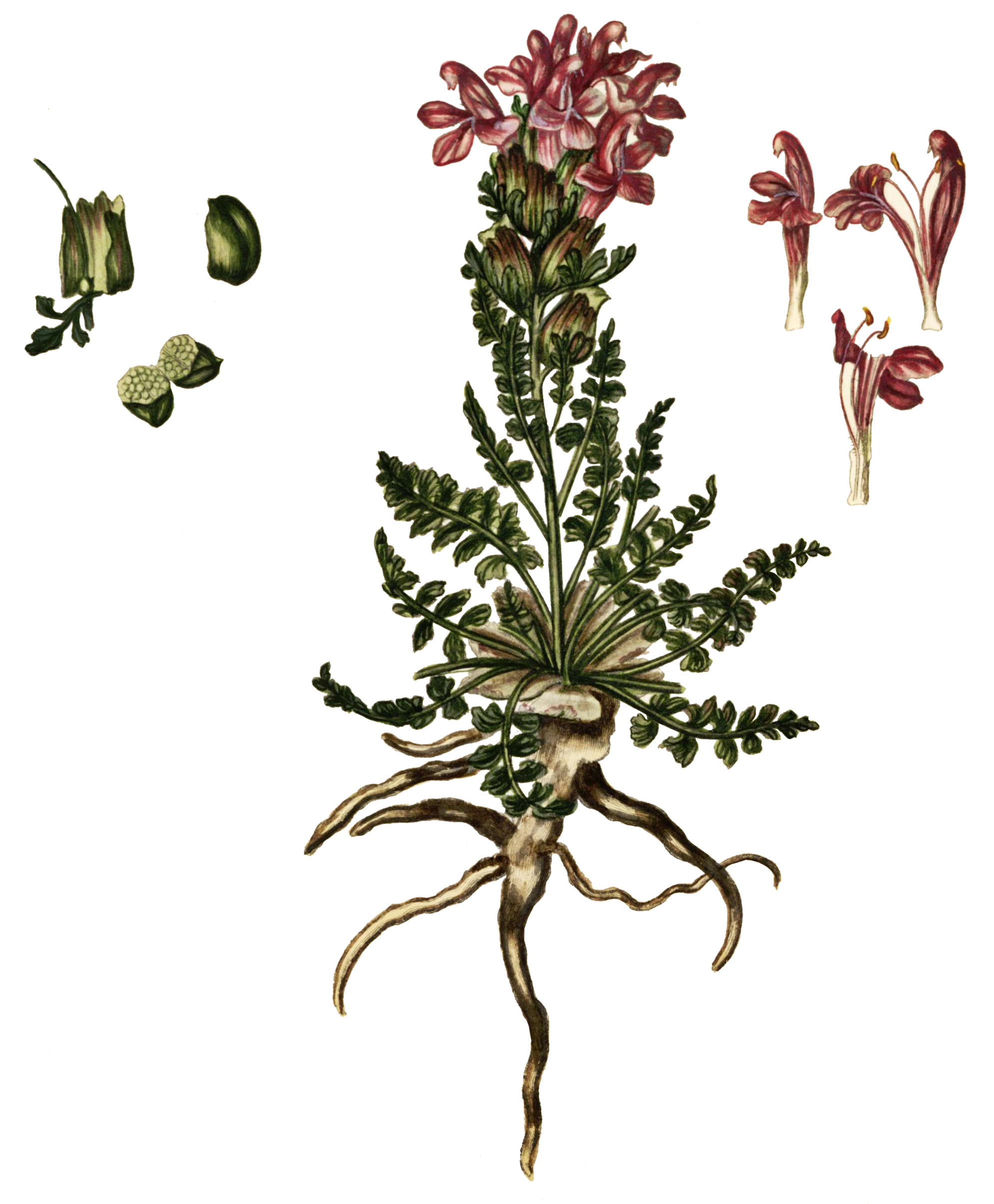
Granspira från Flora danica (1761-1883).
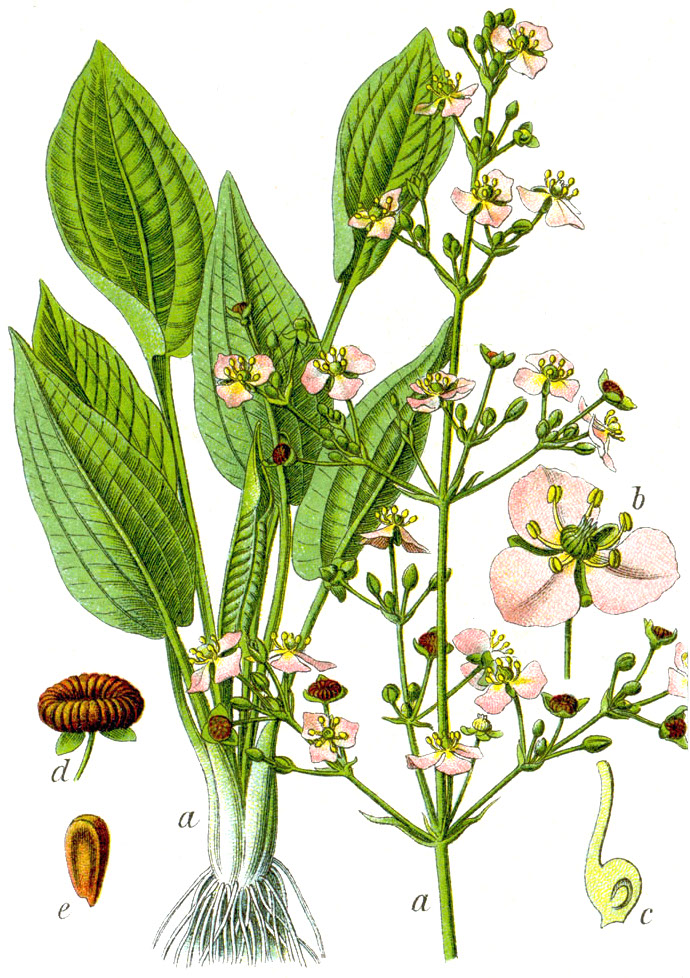
Svalting från Sturms Deutschlands Flora in Abbildungen  (1796).
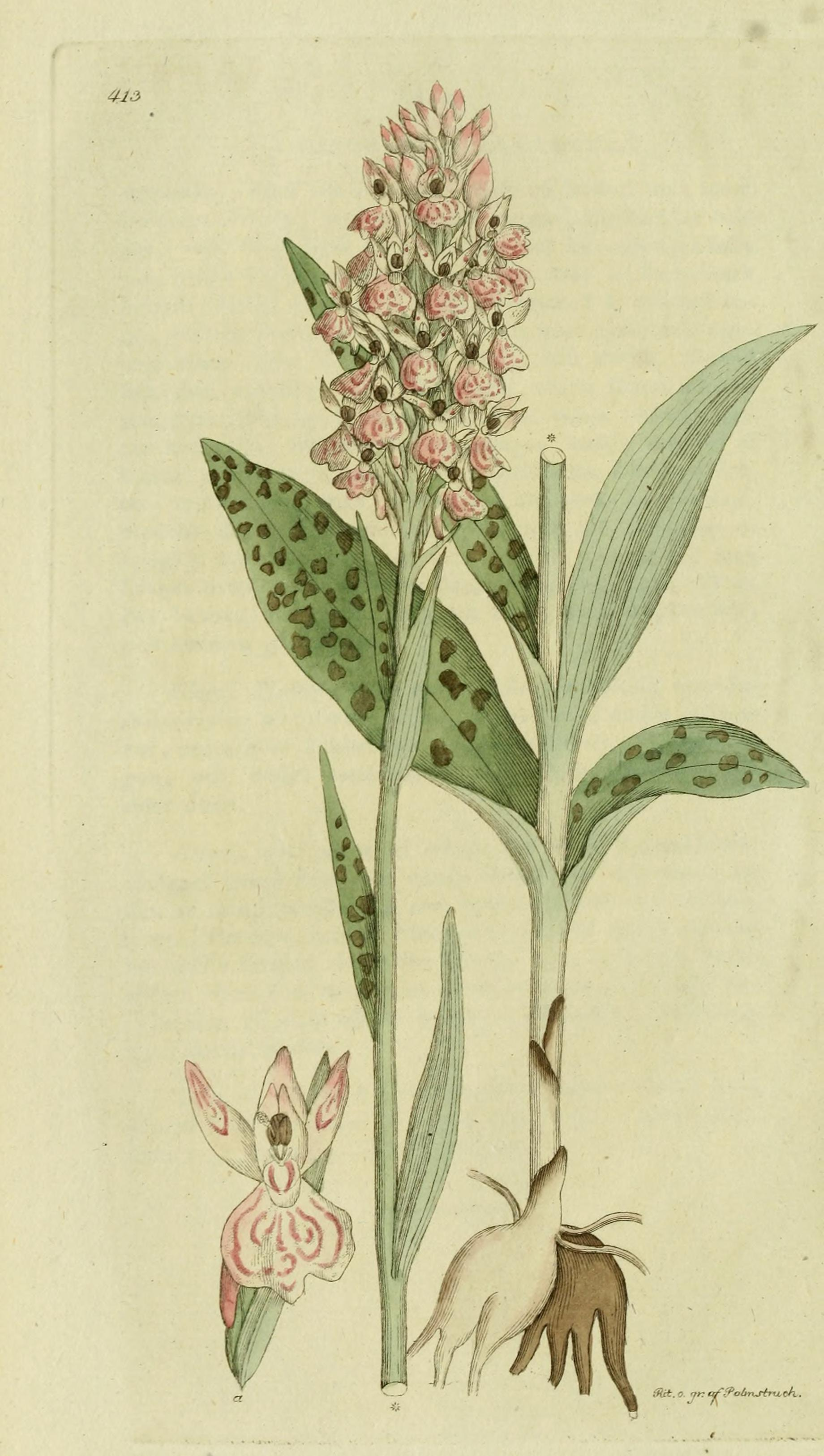
Jungfru Marie nycklar från Palmstruchs Svensk botanik (1809).
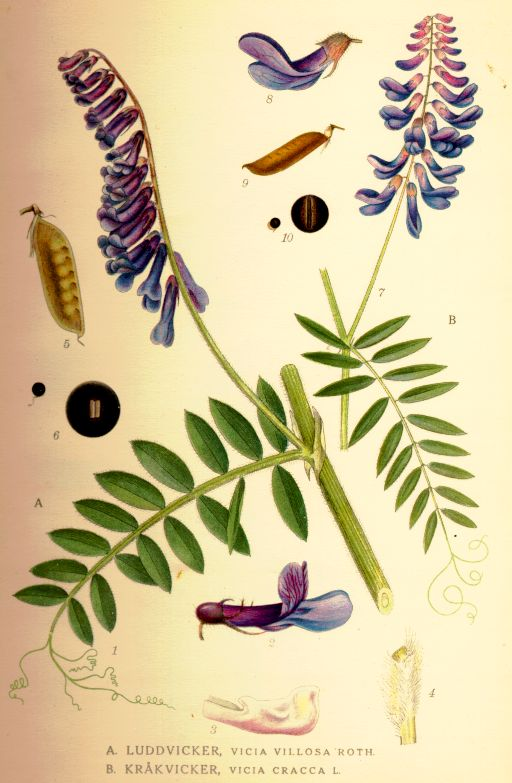
Kråkvicker och luddvicker från Lindmans Bilder ur Nordens Flora (1917-1926).
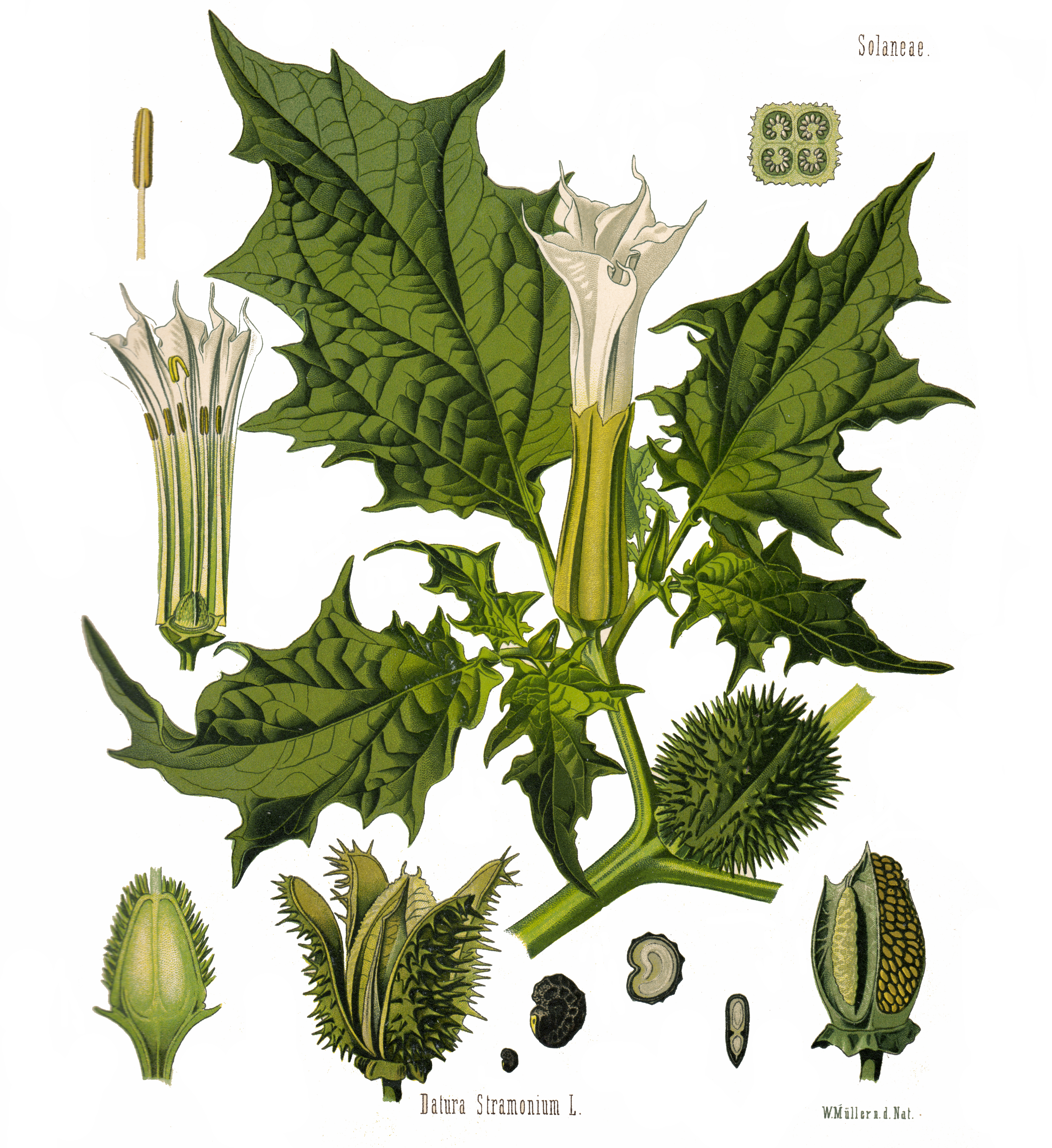
Spikklubba från Köhlers Medizinalpflanzen (1887).